# پخ‌انگشتی
پَخ‌اَنگُشتی (انگلیسی: Brachydactyly type D) یا شَستِ پَخ که کم‌انگشتی نوع دی (D) نیز نامیده می‌شود، وضعیتی است که از نظر بالینی با کوتاه بودن انگشت شست به همراه گِرد بودن و پهن‌تر بودن بستر ناخن انگشت شست تشخیص داده می‌شود.
در این حالت، بند انگشت دیستال (دورینه) انگشتان شستِ مبتلا تقریباً دو سوم طول شست تمام‌قد است. پخ‌انگشتی گونه‌ای از کم‌انگشتی است و با ژن هموباکس دی۱۳ مرتبط است. از افراد مشهور پخ‌انگشت می‌توان به مگان فاکس، تایلر جوزف و لیتون میستر اشاره کرد.